# Diego Ramírez de Guzmán
Diego Ramírez de Guzmán (... – 23 ottobre 1508) è stato un vescovo cattolico spagnolo, noto per il suo coinvolgimento nelle controversie legate all'Inquisizione spagnola.

## Biografia
Prima di diventare vescovo fu decano del capitolo della cattedrale di Siviglia. Nel febbraio del 1500 fu promosso vescovo di Lugo, in Spagna, succedendo ad Alonso Suárez de la Fuente del Sauce. Il 26 giugno dello stesso anno fu nominato vescovo di Catania, incarico che mantenne fino alla morte, sopraggiunta il 23 ottobre 1508.
Nel 1506, a causa delle controversie e dei disordini causati dall'operato degli inquisitori Diego Rodríguez de Lucero e Diego de Deza a Cordova, il re Filippo il Bello ordinò la sospensione dei processi dell'Inquisizione in corso. Il 31 maggio 1506, subdelegò l'incarico di inquisitore generale a Diego Ramírez de Guzmán. Dopo la morte di Filippo, sopraggiunta il 25 settembre 1506, Deza cercò invano di riprendere la carica di inquisitore generale, ma nel 1507 Ferdinando il Cattolico nominò il cardinale Francisco Jiménez de Cisneros per ricoprire tale incarico.